# Meänkieli

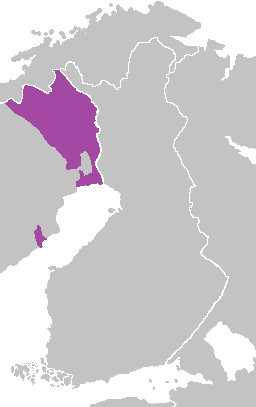
Gebied in Zweden waar Meänkieli een officiële minderheidstaal is

Meänkieli ("onze taal") is een Finoegrische taal die in het Tornedal in het uiterste noordoosten van Zweden wordt gesproken. Taalkundig gezien kan Meänkieli als een dialect van het Fins beschouwd worden, maar om historische en politieke redenen heeft het de status van minderheidstaal in Zweden. In het Zweeds werd de taal vroeger tornedalsfinska ("Tornedal-Fins") genoemd.
Vergeleken met Standaardfins is Meänkieli goed te onderscheiden door een gebrek aan invloed van het moderne Standaardfins in de 19e en 20e eeuw. Meänkieli bevat ook veel leenwoorden van het Zweeds met betrekking tot het dagelijks leven. De hoeveelheid leenwoorden is echter niet verschrikkelijk hoog vergeleken met enkele andere Finse dialecten. Bijvoorbeeld het dialect van Rauma heeft ongeveer hetzelfde aantal leenwoorden als het Meänkieli. In het Meänkieli ontbreken twee van de naamvallen die in Standaardfins worden gebruikt. In Finland wordt het Meänkieli als een dialect van Noord-Finland gezien. In de omgeving van Gällivare wordt ook een dialect van Meänkieli gesproken dat nog meer van het Standaardfins verschilt.

## Geschiedenis
Toen Finland in 1809 onderdeel van Rusland werd, ontwikkelde het Meänkieli zich voor een deel geïsoleerd van het Standaardfins. In de jaren 80 van de 19e eeuw besloot de Zweedse regering dat het beter zou zijn als alle inwoners van het land Zweeds zouden spreken. De gronden waren complex. Onderdeel van de reden was gebaseerd op militair belang. De overheid vond dat mensen die dicht bij de grens woonden en een taal van een aangrenzend land spraken, niet te vertrouwen waren in tijden van oorlog. Op scholen in deze gebieden werd vanaf dat moment in het Zweeds onderwezen en kinderen werd verboden om een andere taal dan Zweeds te spreken op school, op veel scholen zelfs tijdens de pauzes. De bevolking accepteerde deze politiek zonder weerstand.
Een taal die afgezonderd van het openbare leven en dus alleen in privésfeer wordt onderhouden, verliest terrein. Voor vernieuwingen werden veelal Zweedse woorden opgenomen. Het Meänkieli kan dus worden gezien als een ouderwets Noord-Fins dialect met veel leenwoorden uit het Zweeds. Taalkundig gezien is Meänkieli geen aparte taal, eerder een dialect van het Fins. Het feit is dat veel mensen die Meänkieli als moedertaal spreken zich ervan bewust zijn dat ze geen "fatsoenlijk" Fins spreken en dat Meänkieli als gestandaardiseerde taal geleerd wordt. Dit ondersteunt de aanspraak van Meänkieli als aparte taal in plaats van dialect.

### Meänkieli tegenwoordig
Op 1 april 2002 werd Meänkieli een van de vijf nationaal erkende minderheidstalen van Zweden. Het wordt het meest gebruikt in de Zweedse gemeentes Gällivare, Haparanda, Kiruna, Övertorneå en Pajala. Er zijn echter weinig medewerkers in de publieke sector met genoeg kennis om de taal te kunnen lezen en schrijven. Zo'n 50% van de ambtenaren kunnen Fins en/of Meänkieli spreken, maar aan de andere kant kunnen sprekers van het Meänkieli in de regel beter Zweeds schrijven dan Fins of Meänkieli.
Het aantal sprekers van Meänkieli verschilt, aangezien slechts weinig mensen het Meänkieli als enige taal spreken. Het is ook afhankelijk van de gebruike context als het gaat om het spreken van een taal. Cijfers tussen de 30.000 en 70.000 sprekers worden genoemd, veelal woonachtig in Norrbotten. Veel mensen in de noordelijke gebieden van Zweden verstaan wat Meänkieli, maar het aantal dat het regelmatig spreekt ligt lager. Mensen met een Meänkielisprekende afkomst worden vaak Tornedals genoemd, al is het Finstalige gedeelte van Norrbotten veel groter dan alleen het gebied in de buurt van de vallei van de Torneälv. Oordelend op de plaatsnamen strekt het verder naar het westen, vanaf de gemeente Gällivare. Tegenwoordig neemt het gebruik van Meänkieli als actieve taal af. Weinig jonge mensen in de regio spreken Meänkieli als onderdeel van het dagelijks leven, hoewel er veel enige kennis van hebben door het gebruik van de taal in de familie. De taal wordt gedoceerd op de universiteiten van Stockholm en Umeå en op de technische universiteit van Luleå. De boeken van de schrijver Mikael Niemi – en vooral de verfilming van diens bestseller Populärmusik från Vittula – hebben de algemene kennis van de gemiddelde Zweed ten opzichte van het bestaan van de Finstalige minderheid flink vergroot. Sinds de jaren 80 van de 20e eeuw zijn sprekers van Meänkieli zich bewust geworden van het belang van de taal als een gedeelte van een eigen identiteit. Momenteel worden er grammaticaboeken in Meänkieli geschreven, wordt er aan een Bijbelvertaling in Meänkieli gewerkt, wordt er toneel in Meänkieli opgevoerd en worden er televisieprogramma's in Meänkieli gemaakt. Ironisch is dat dit gebeurt in een tijd waarin het aantal sprekers van Meänkieli als eerste taal drastisch afneemt.